# William Pat Arthur Bradshaw
William Pat Arthur Bradshaw, britanski general, * 1897, † 1966.